# Saint-Romain-en-Jarez
Saint-Romain-en-Jarez este o comună în departamentul Loire din sud-estul Franței. În 2009 avea o populație de 1.148 de locuitori.

## Evoluția populației
| An        | 1975 | 1982 | 1990 | 1999 | 2006  | 2009  |
| --------- | ---- | ---- | ---- | ---- | ----- | ----- |
| Populație | 705  | 767  | 813  | 926  | 1.085 | 1.148 |